# For Unlawful Carnal Knowledge
For Unlawful Carnal Knowledge (F.U.C.K.) – dziewiąty album studyjny amerykańskiej grupy Van Halen, i jednocześnie trzeci z Sammy Hagarem. Album został wydany w 1991 roku.

## Lista utworów
1. „Poundcake” – 5:22
2. „Judgement Day” – 4:41
3. „Spanked” – 4:53
4. „Runaround” – 4:21
5. „Pleasure Dome” – 6:57
6. „In 'n' Out” – 6:05
7. „Man on a Mission” – 5:04
8. „The Dream Is Over” – 4:00
9. „Right Now” – 5:21
10. „316” – 1:29
11. „Top of the World” – 3:55

## Twórcy

### Zespół
- Sammy Hagar – śpiew
- Eddie Van Halen – gitara, keyboard, wiertarka
- Michael Anthony – gitara basowa, dalszy wokal
- Alex Van Halen – perkusja, instrumenty perkusyjne
- gościnnie wystąpił Steve Lukather – dalszy wokal w „Top of the World"

### Produkcja
- Producent: Andy Johns, Ted Templeman, Van Halen
- Inżynier: Lee Herschberg, Andy Johns, Michael Scott, Mike Scott
- Mixing: Andy Johns, Michael Scott, Ted Templeman
- zdjęcia: David Seltzer, Glen Wexler